# Hokej na trawie na Letnich Igrzyskach Olimpijskich Młodzieży 2010
Hokej na trawie na Letnich Igrzyskach Olimpijskich Młodzieży 2010 odbył się w dniach 16 - 25 sierpnia w Sengkang Hockey Stadium w Singapurze. Został rozegrany turniej chłopców i dziewcząt w którym wystąpiło po 6 zespołów.

## Program zawodów
| Data        | Turniej chłopców                          | Turniej dziewcząt                         |
| ----------- | ----------------------------------------- | ----------------------------------------- |
| 16 sierpnia |                                           | Faza grupowa                              |
| 17 sierpnia | Faza grupowa                              | Faza grupowa                              |
| 18 sierpnia | Faza grupowa                              |                                           |
| 19 sierpnia |                                           | Faza grupowa                              |
| 20 sierpnia | Faza grupowa                              | Faza grupowa                              |
| 21 sierpnia | Faza grupowa                              |                                           |
| 22 sierpnia |                                           | Faza grupowa                              |
| 23 sierpnia | Faza grupowa                              |                                           |
| 24 sierpnia |                                           | Mecz o 5. miejsce Mecz o 3. miejsce Finał |
| 25 sierpnia | Mecz o 5. miejsce Mecz o 3. miejsce Finał |                                           |

## Turniej chłopców

### Drużyny zakwalifikowane
| Afryka - Ghana Ameryka Południowa - Chile | Azja - Pakistan - Singapur | Europa - Belgia Oceania - Australia |

## Turniej dziewcząt

### Drużyny zakwalifikowane
| Afryka - Południowa Afryka Ameryka Południowa - Argentyna | Azja - Korea Południowa Oceania - Nowa Zelandia | Europa - Irlandia - Holandia |

## Medale
| Konkurencja                 | Złoto     | Srebro    | Brąz          |
| Turniej chłopców szczegóły  | Australia | Pakistan  | Belgia        |
| Turniej dziewcząt szczegóły | Holandia  | Argentyna | Nowa Zelandia |